# Regnvagtel
Regnvagtel (coturnix coromandelica) er en vagtelart, som findes i Sydasien, nærmere bestemt Indien og Pakistan. Hannen har et sort bryst, mens hunnen er brunplettet cremefarvet, og dermed er hun svær at skelne fra den almindelige vagtel og den japanske vagtel. Dog har arten et andet kald, og dermed kan den skelnes fra de andre to nævnte vagtelarter. 